# Scania T-Серії
Scania T-Серії (англ. Scania T-Series) — це капотні вантажні автомобілі, що вироблися компанією Scania з 2000 по 2005 року.

## Перше покоління (1980-1987)

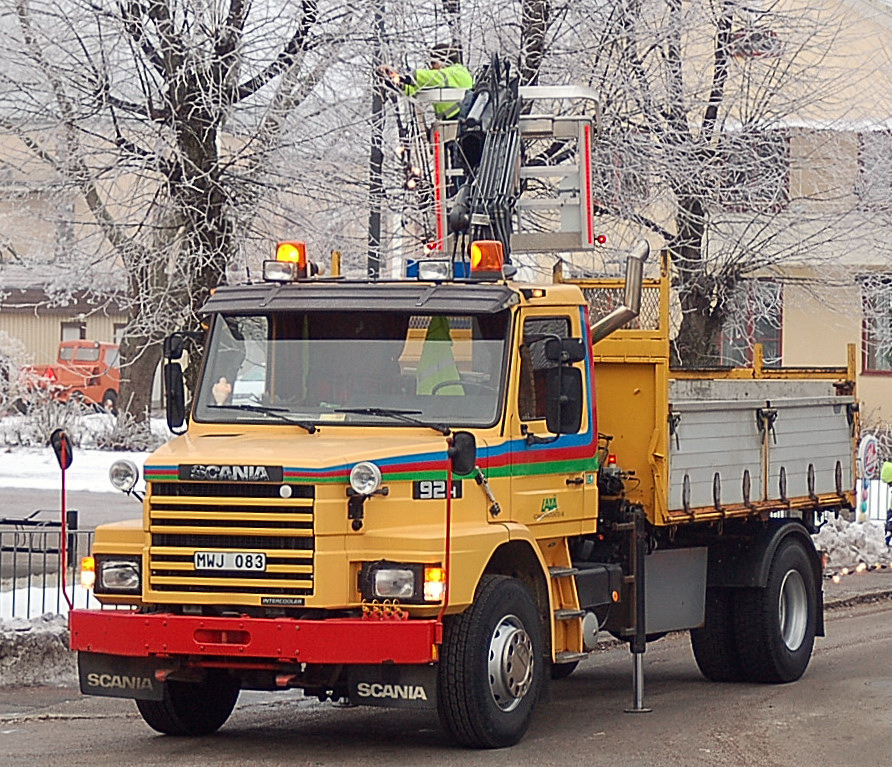
Scania T92
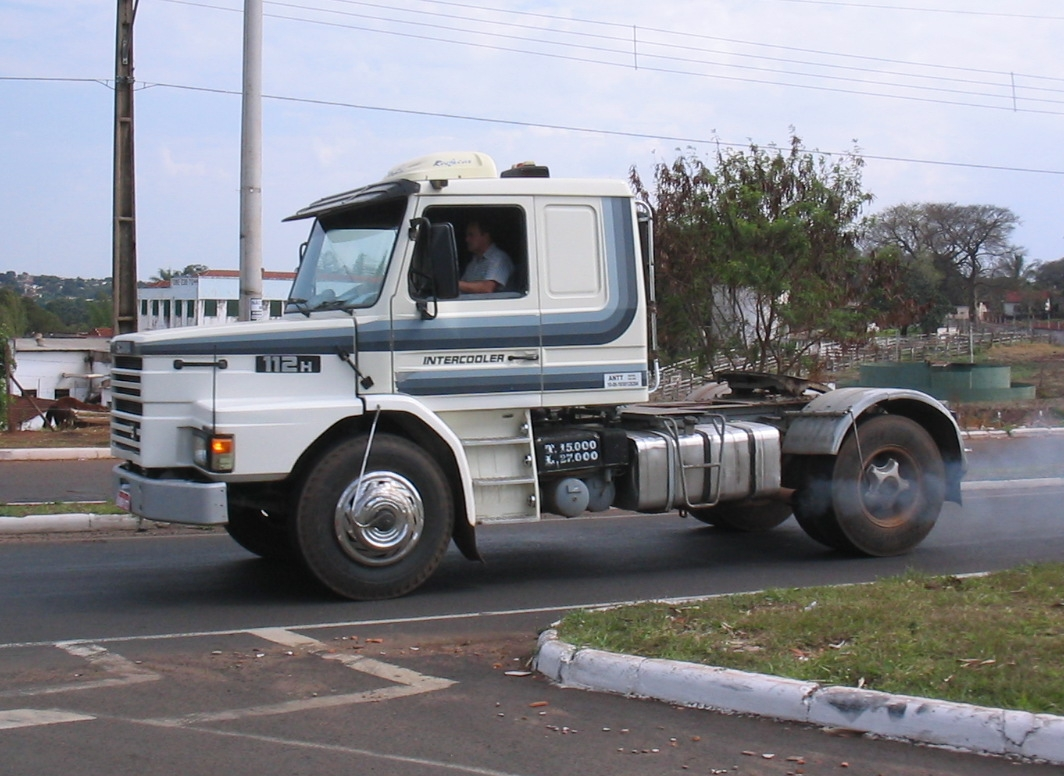
Scania T112
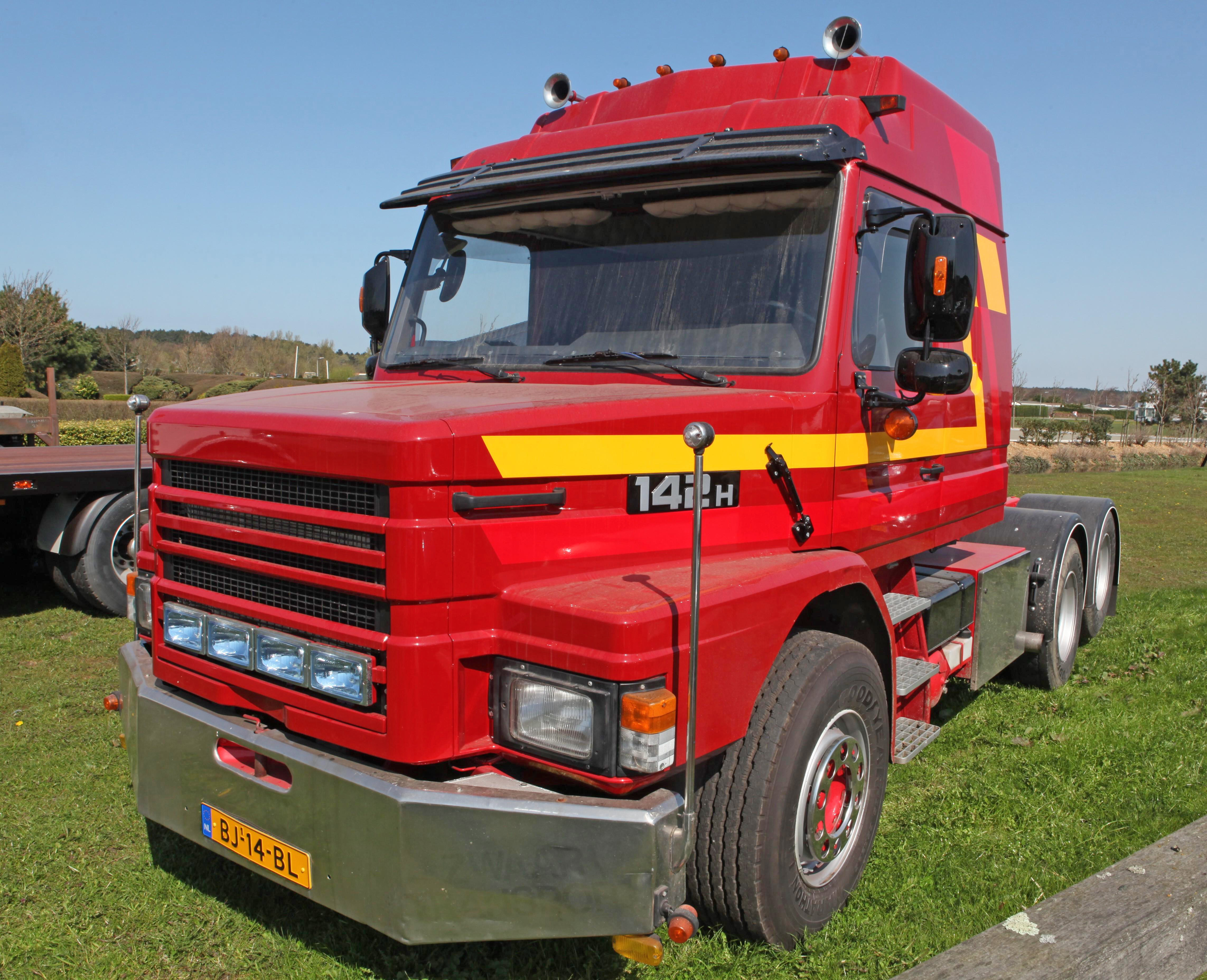
Scania T142H

## Друге покоління (1987-1996)

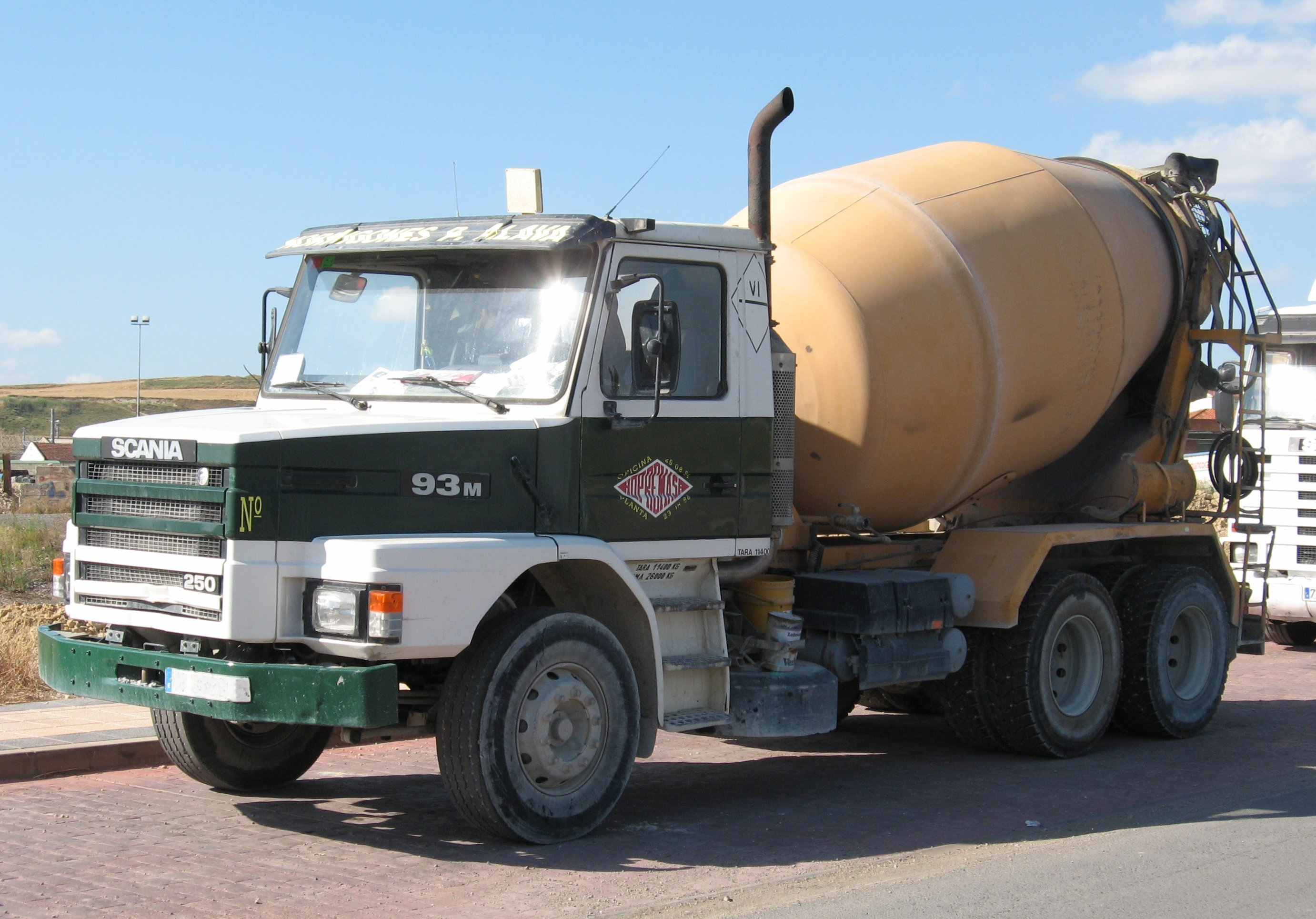
Scania T93M
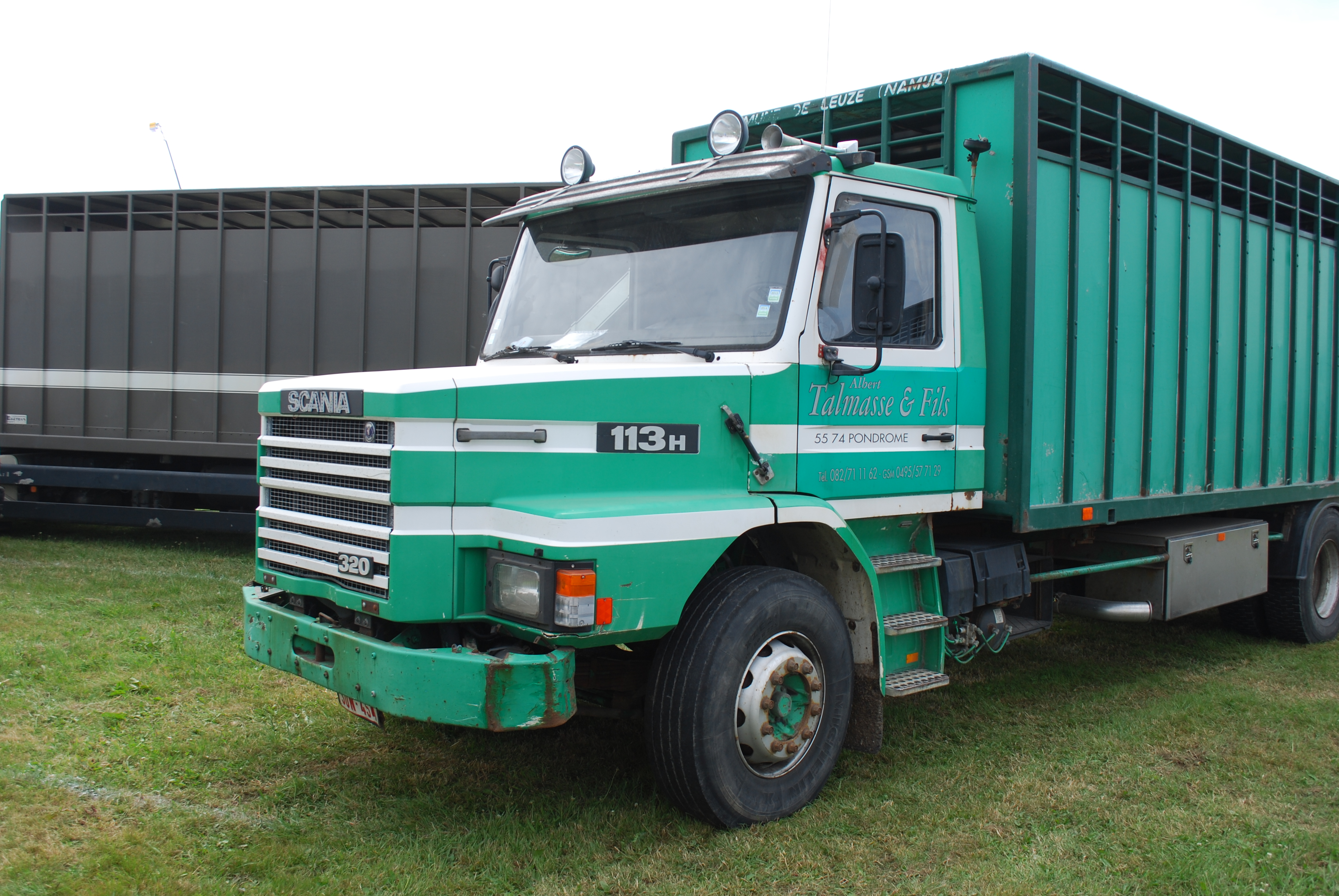
Scania T113H
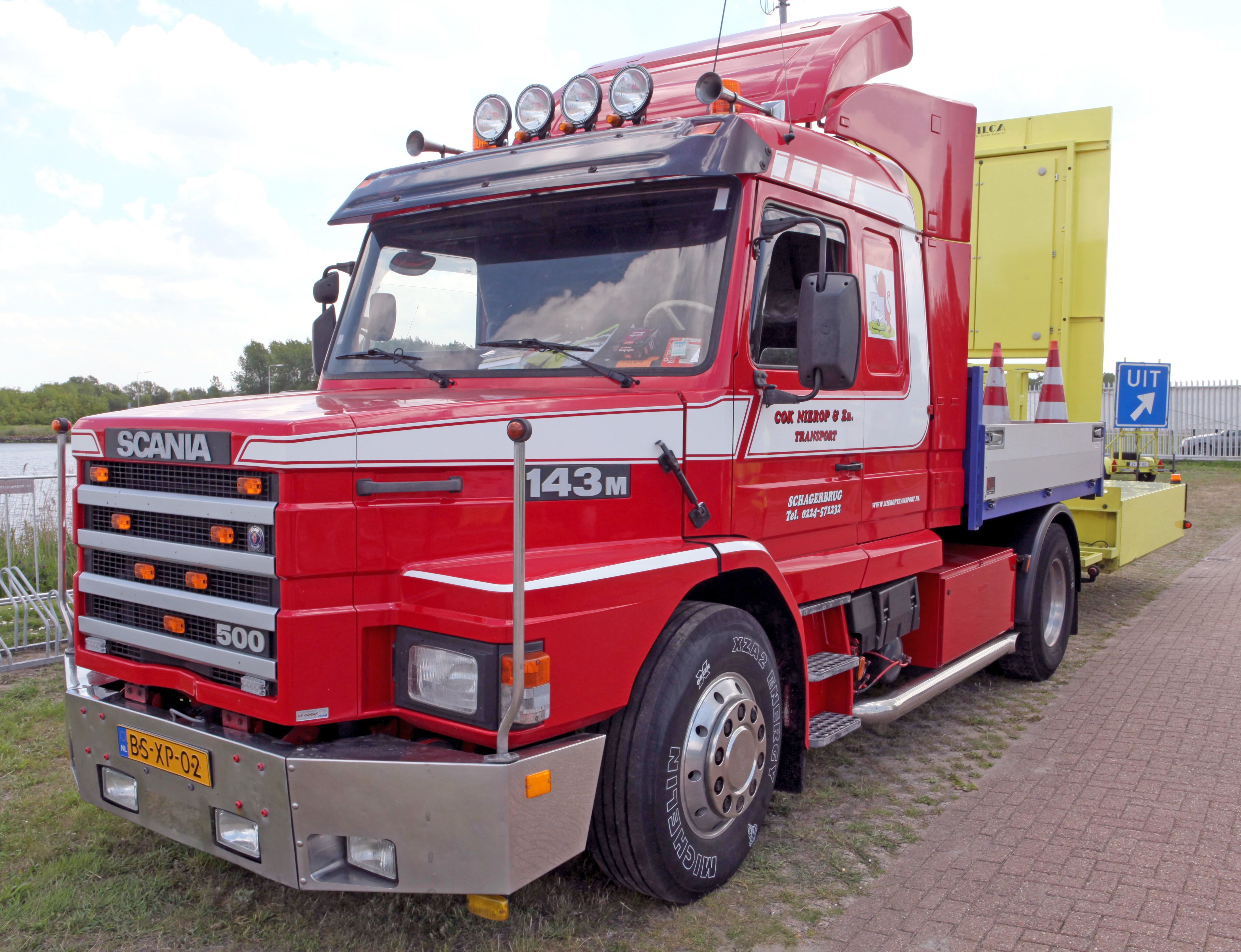
Scania T143M

## Третє покоління (1995-2000)

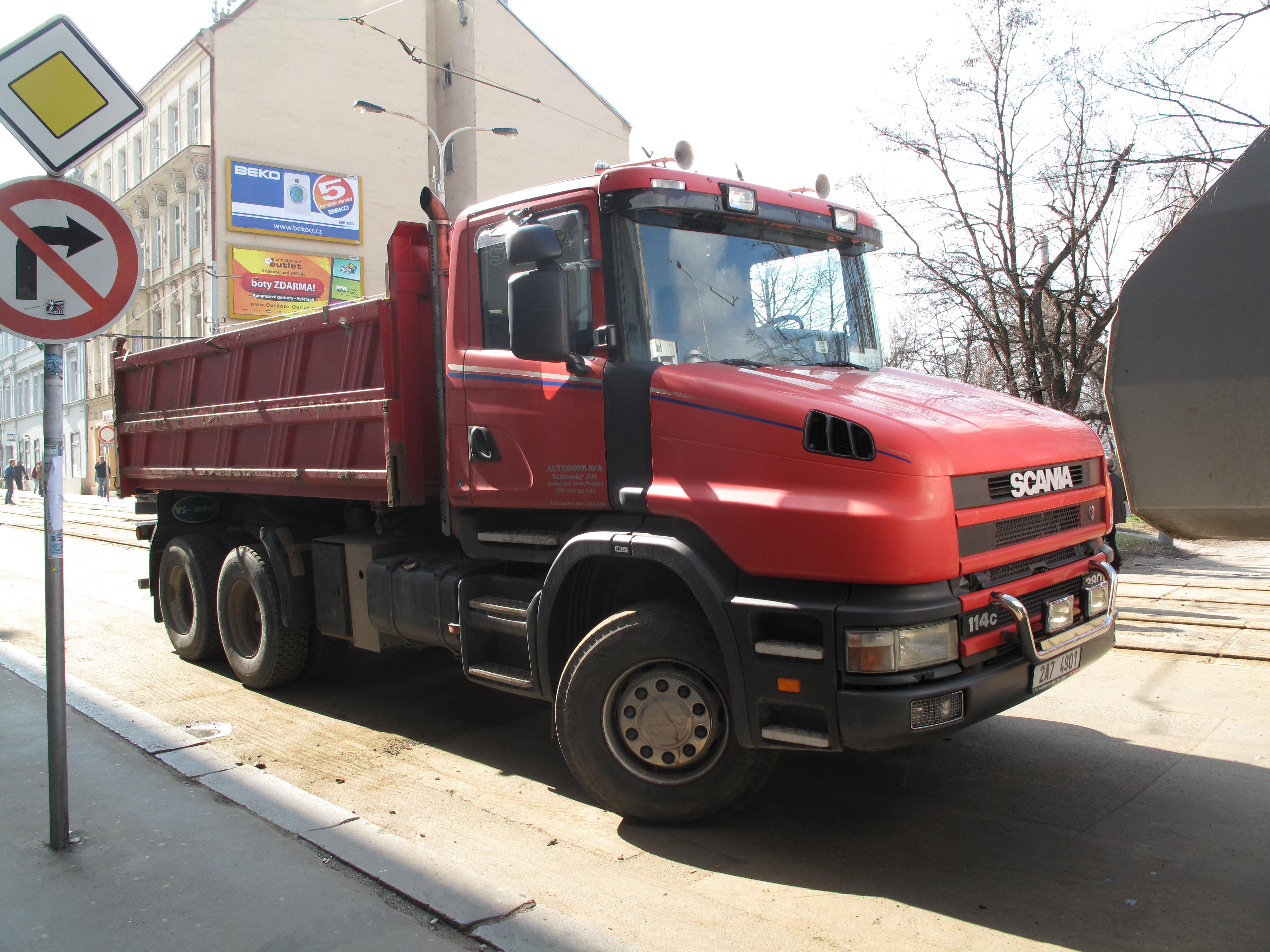
Scania T114C
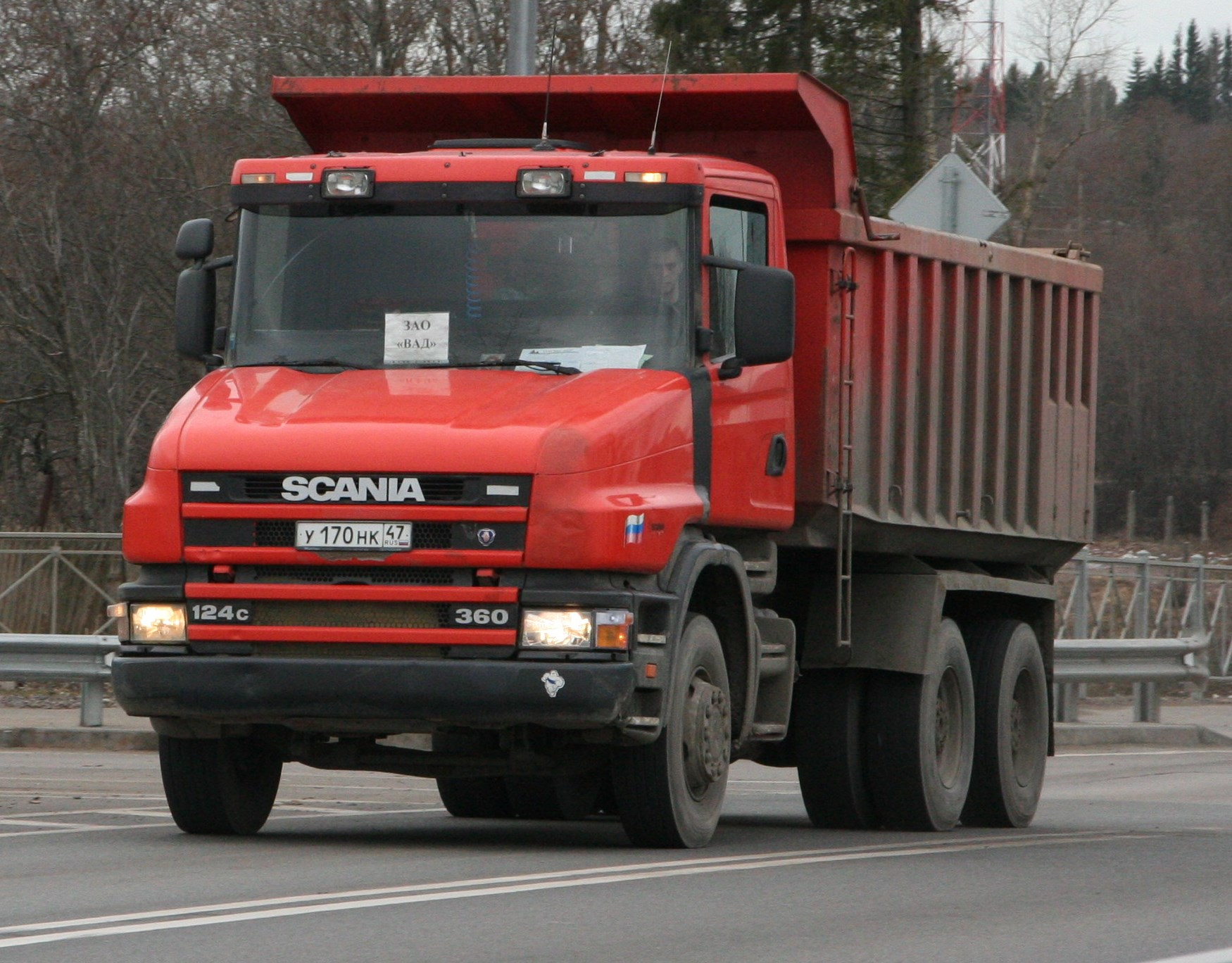
Scania T124C
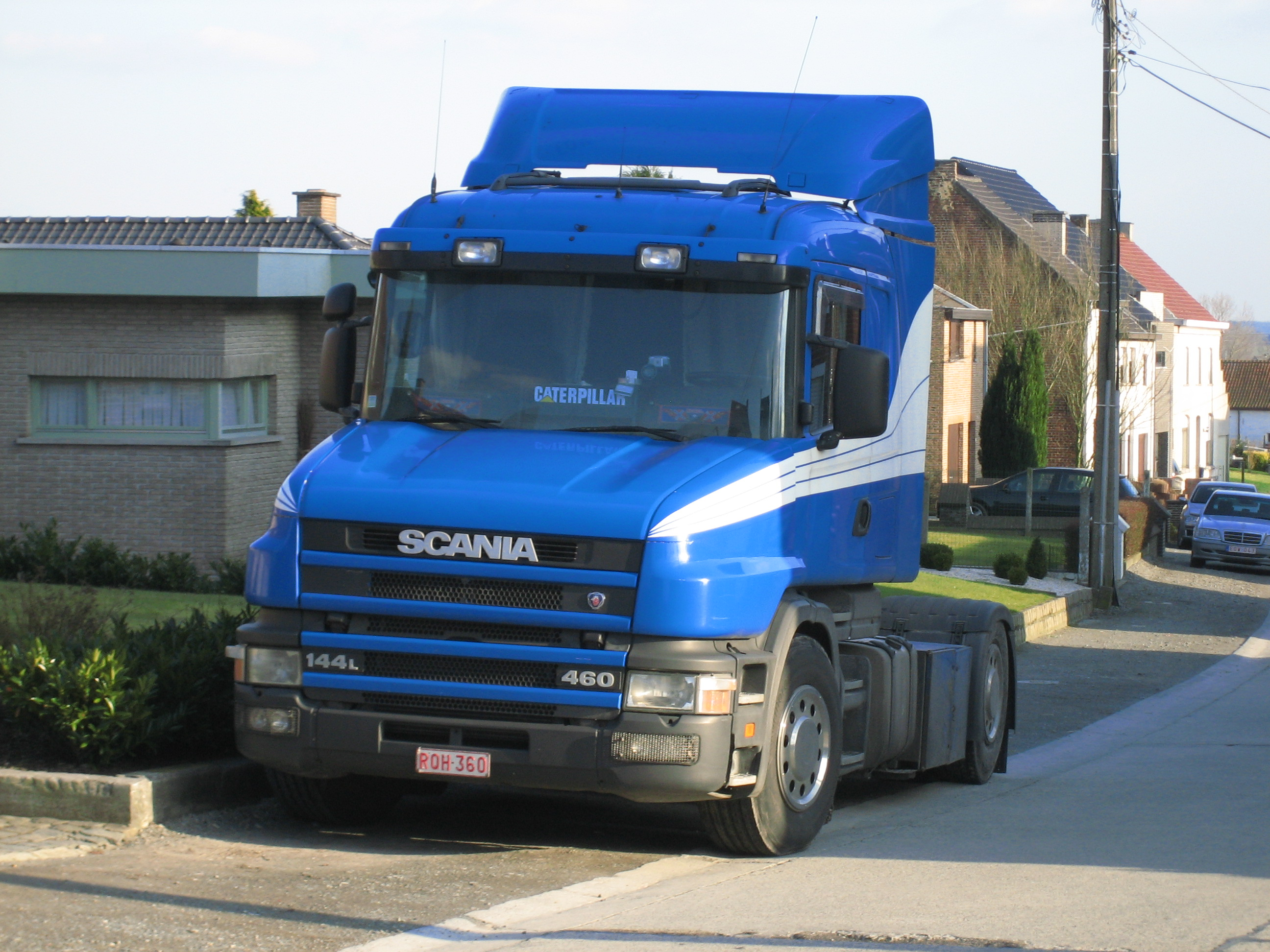
Scania T144L
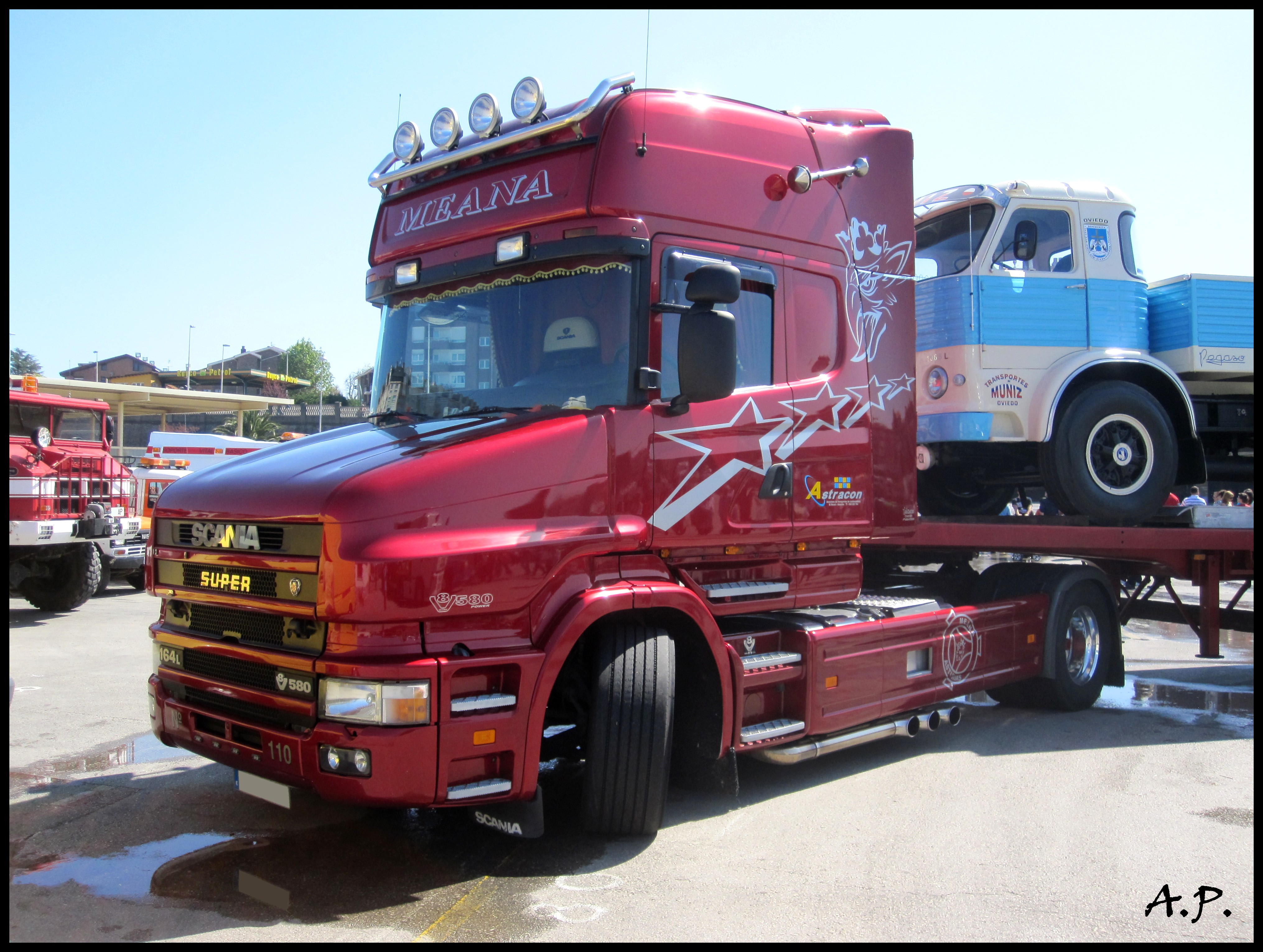
Scania T164L V8

## Четверте покоління (2000-2005)
За типом кабіни:
- низька денна CR16

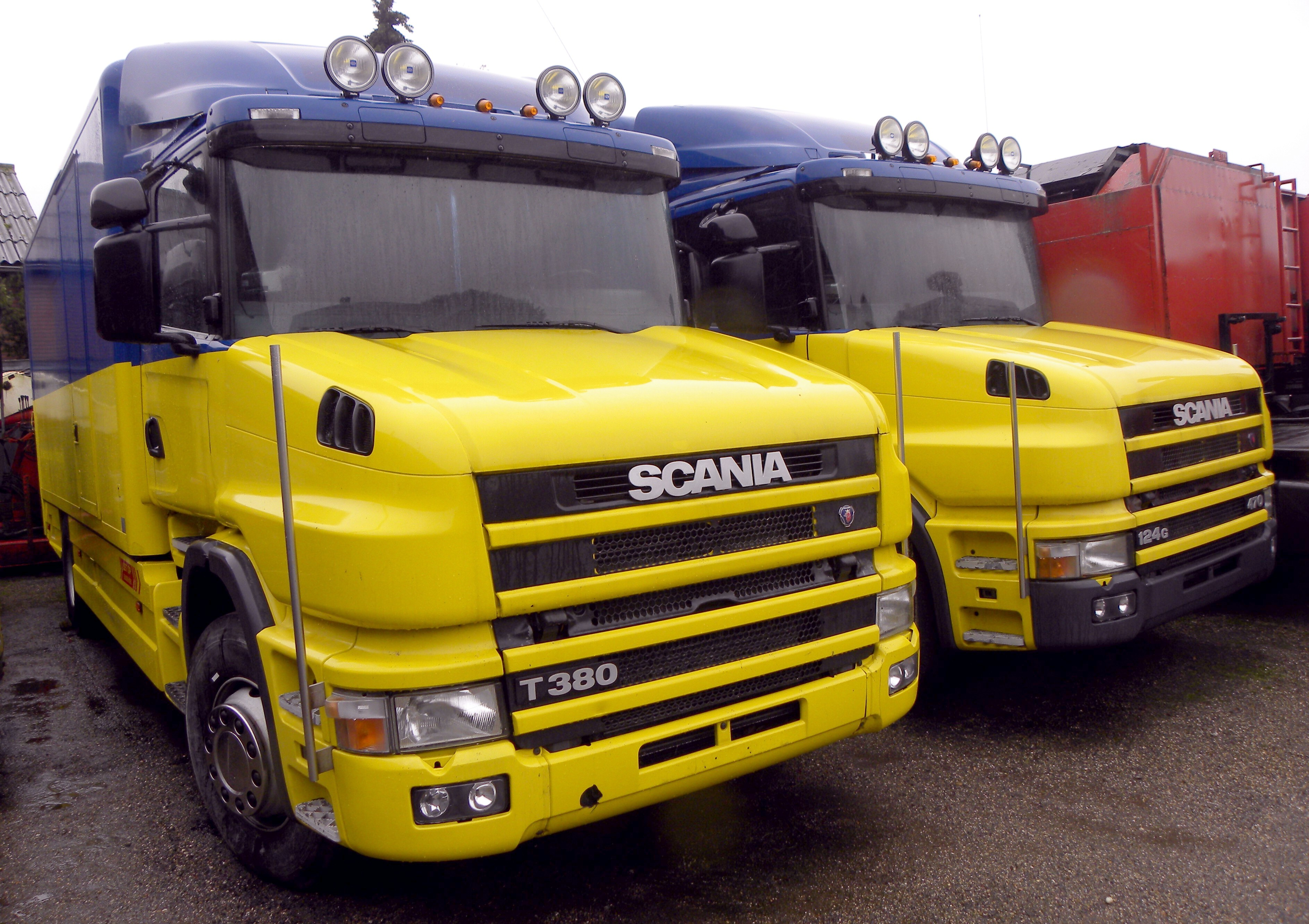
Scania T380

- низька зі спальником CR19L
- низька зі спальником CR19N (Normal)
- висока зі спальником CR19H (Highline)
- висока зі спальником CR19T (Topline)
- висока зі спальником CR19T (Longline)

### Двигуни
- Р5 9.0 л 250/280/320/340/360 к.с.
- Р6 13.0 л 370/410/450/490 к.с.
- V8 16.0 л 520/580 к.с.